# Jodi Lyn O’Keefe
Jodi Lyn O’Keefe (ur. 10 października 1978 w Cliffwood Beach) – amerykańska aktorka, modelka i projektantka mody. Występowała w roli Cassidy Bridges w serialu Nash Bridges (1996–2001).

## Wczesne lata
Urodziła się w Cliffwood Beach w stanie New Jersey jako najmłodsza z trzech córek Noreen i Jacka O’Keefe, dyrektora ds. stosunków pracy w firmie farmaceutycznej Merck. Jej rodzina miała pochodzenie irlandzkie, czeskie, polskie, austriackie i szwedzkie. Wychowywała się z dwiema starszymi siostrami – Jenną i Heather, która była modelką. Uczęszczała do liceum katolickiego im Jana Vianneya w New Jersey.

## Kariera
Mając 9 lat rozpoczęła pracę jako modelka, co przyniosło jej dużo pewności siebie i przysporzyło nowych przyjaciół. Zadebiutowała na małym ekranie w roli Marguerite “Maggie” Cory w operze mydlanej Inny świat (Another World, 1995). Następnie dostała rolę Cassidy Bridges, córki tytułowego bohatera (Don Johnson) w serialu Nash Bridges (1996–2001).
Przeniosła się wraz z matką do Hollywood. Po raz pierwszy wystąpiła na kinowym ekranie w roli drugoplanowej Sarah Wainthrope w horrorze Steve’a Minera Halloween: 20 lat później (Halloween H20: Twenty Years Later, 1998). W komedii romantycznej Cała Ona (She’s All That, 1999) została obsadzona w roli okrutnej licealistki Taylor Vaughan, za którą otrzymała Young Hollywood Award w kategorii najlepsza zła dziewczyna. W dreszczowcu Pupilka profesora (Teacher’s Pet, 2000) wystąpiła w tytułowej roli studentki-uciekinierki ze szpitala psychiatrycznego. Za rolę szkolnej piękności Ashley Grant w komedii młodzieżowej Wszystkie chwyty dozwolone (Whatever It Takes, 2000) była nominowana do Teen Choice Awards w kategorii filmowy napad złego humoru.
W kwietniu 2000 znalazła się na okładce magazynu „Maxim”. Wystąpiła w teledysku zespołu 3 Doors Down „Let Me Go” (2004) u boku Jessego Metcalfe’a. W serialu Skazany na śmierć (Prison Break) zagrała dwie role – Susan B. Anthony (2007–2008) i Gretchen Morgan (2008–2009).

## Życie prywatne
Spotykała się z aktorem Alem Santosem (1995) i Jaimem Gomezem (1998). W 2003 związała z aktorem Johnem Cusackiem, z którym się rozstała w marcu 2009.

## Filmografia
- Inny świat (Another World, 1995) jako Maggie Cory
- Nash Bridges (1996–2001) jako Cassidy Bridges
- Halloween: 20 lat później (Halloween H20: 20 Years Later, 1998) jako Sarah
- Cała Ona (She’s All That, 1999) jako Taylor Vaughan
- Wszystkie chwyty dozwolone (Whatever It Takes, 2000) jako Ashley
- Pupilka profesora (Teacher’s Pet, 2000) jako Debbie Strong
- Kruk 3: Zbawienie (The Crow: Salvation, 2000) jako Lauren Randall
- Falling in Love in Pongo Ponga (2002) jako Shawnee
- Ponura tajemnica (Red Rover, 2003) jako Kylie Taylor
- The Pool at Maddy Breaker’s (2003) jako dziewczyna
- Mummy an' the Armadillo (2003) jako Jackie
- Żądza krwi (Out for Blood, 2004) jako Layla Simmons
- Wydział Venice Underground (Venice Underground, 2005) jako Tyler
- Adopted (2005) jako Rachel Rabinowitz
- Trzech cwaniaków (Three Wise Guys, 2005) jako Mary Ann Davidson
- Skazany na śmierć (Prison Break, 2007–2009) jako Gretchen Morgan
- Ukryta prawda (Exposed, 2011) jako Emily
- Pamiętniki wampirów (The Vampire Diaries, 2014–2015) jako dr Jo Laughlin